# Удорп'є
Удорп'є (пол. Udorpie, нім. Hygendorf, каш. Ùdorp) — село в Польщі, у гміні Битів Битівського повіту Поморського воєводства.
Населення — 989 осіб (2011).

## Українська громада
Після Другої світової війни в Удорп'ю було переселене населення, в тому числі у 1947 році українці, які були витіснені з районів південно-східної Польщі в результаті Акції «Вісла». З 1990 року у селі в першій декаді липня проходить щорічний фестиваль української культури «Битівська Ватра».

## Демографія
Демографічна структура станом на 31 березня 2011 року:
|          | Загалом | Допрацездатний вік | Працездатний вік | Постпрацездатний вік |
| -------- | ------- | ------------------ | ---------------- | -------------------- |
| Чоловіки | 511     | 126                | 348              | 37                   |
| Жінки    | 478     | 111                | 308              | 59                   |
| Разом    | 989     | 237                | 656              | 96                   |